# Мавзолей 1360/1361 годов
Мавзолей 1360/1361 годов в некрополе Шахи-Зинда в Самарканде характеризует практику и теорию архитектуры периода возрождения культуры Мавераннахра в послемонгольский период. 

## Описание мавзолея
Мавзолей 1360/1361 гг. расположен под прямым углом к мавзолею Ходжи Ахмада, на восточной стороне «северного дворика», фасадом на запад. В остатках надписи на портале мавзолея прочитана дата постройки — 762 г.х. (хиджры).
Архитектурный тип представлен однокамерным портально-купольным зданием, перекрытым сферическим куполом на восьмигранном парусе. По осям интерьера неглубокие ниши, связанные с системой перекрытия. Все внешние внутренние стены усыпальницы облицованы поливной резной терракотой в сине-голубой и белой гамме. Главное художественное достоинство мавзолея сосредоточено на западном, богато облицованном, портале. Углы портала фланкированы трехчетвертными колоннами, в центре входная портальная ниша со стрельчатой аркой в завершении.
Архитектурный строй и художественное решение декора портала традиционно для архитектуры Мавераннахра XIV в. Орнаментальная композиция представлена серией вертикальных бордюров необыкновенно изящным геометрическим узором, придающим стройность порталу. Здесь можно увидеть декоративные мотивы — восьмигранные звезды и крестовины, сложные гирихи на вертикальных панно щековых стен в полихромной глазури. Самый широкий бордюр идет по центру пилонов из восьмиконечных звёзд и полукрестовин. Угловые полуколонны покрыты резной терракотой с геометрическим узором из взаимно переплетающихся шестигранников. Кроме резной поливной терракоты частично введены детали из гравированной терракоты и расписной майолики с лёгким рельефом (штампованная майолика).
Наиболее выразителен свод портальной арки, заполненный терракотовыми сталактитами с тончайшим резным растительным рисунком. В середине XX в. свод восстановлен по образцам.
Мавзолей 1360/1361 гг., как датированный памятник архитектуры с его прекрасной керамической облицовкой привлекал внимание исследователей неоднократно, а соразмерности сооружения стали предметом специального исследования архитектора Ю. З. Шваб, проводившего его в связи с реставрацией памятника.
План мавзолея представляет собой прямоугольник.
Размеры его по внешнему периметру:
ширина (средняя) 863 см,
длина (средняя) 940 см.
Толщина задней и боковых стен 134 см.
Толщина портальной передней стены 229 см.
Соразмерности мавзолея служат примером сочетания геометрических и простых арифметических отношений.

## Интерьер мавзолея
Не менее богато отделан интерьер мавзолея. Инженерная конструкция подкупольной системы построена на арочных парусах. Переходный к куполу восьмерик сплошь в шесть рядов покрыт терракотовыми сталактитами с филигранной растительной резьбой. В основании сталактитового ряда проходит пояс рельефом терракоты с цепью модахилей в той же технике тончайшей резьбы. Судя по остаткам, резная поливная терракота в сине-голубой гамме покрывала и панели интерьера. Стены четвёрка были расписаны полихромным растительным узором по ганчу.

## Склеп мавзолея
Подквадратный склеп мавзолея 1360/61 г. выстроен в отдельном котловане без связи с фундаментом и стенами наземной части здания. Входной дромос ориентирован на портальную нишу и закрыт ступенями в интерьер. План склепа близок к квадрату (2,87×3 м), высота 1,38 м, с небольшого подъема купол выведен на треугольно- ступенчатых парусах.
Вскрывался дромос только во время очередных похорон. Внутри склепа в непотревоженном состоянии находилось только одно женское погребение, совершенное на полу без гроба, другие (не более 3-4, судя по черепным коробкам) сдвинуты в северо-восточный угол.
Склеп, судя по всему не был вскрыт во время ремонтов XIX—XX вв. (как ряд склепов Шахи-Зинда), на полу была найдена небольшая разбитая пиала с голубой поливой, попавшая туда, наверное, во время похорон XIV в.
Это реликты древнего обряда — класть в могилу посуду с едой и другими предметами (зеркала, оружие, предметы быта и труда), необходимых, по поверью, для потусторонней жизни. Они сохранялись при исламе в Средние века.

## Эпиграфика мавзолея
От большой надписи, обрамляющей портал мавзолея сохранился только конец.
От надписей по внешнему периметру портала сохранилась только часть текста в нижней части левого пилона. Почерк этой надписи насх-и сулс с элементами почерка диваны. Буквы белые. Диакритика нерегулярная. На фоне надписи вырезан тонкий узор растительного характера, покрытый бирюзовым цветом:
«свет подола ее целомудрия. Окончено здание тринадцатого сафара года семьсот шестьдесят второго» (30 декабря 1360 г.)
В раме, окаймляющей вход в мавзолей содержится сура «Престол». (Коран, 2, 255).
Непосредственно над замком входной арки помещена квадратная плита, совершенно аналогичная плитами на мавзолее Эмира-заде и послужившая, вероятно, прототипом для последнего, в которую вписана квадратным куфи сура «Очищение» (Коран,112).
Достижением искусства монументальной каллиграфии также следует признать картуши с надписями, которые смонтированы на правой и левой щековых стенах портальной ниши. Почерк надписей «куфи». В каждом картуше надпись повторена дважды. Компоновка текста практически идеальна. Композиционным центром этой надписи-узора является стилизованный росчерк с именем пророка Мухаммада. Вокруг вписаны имена четырех преемников Пророка.
По периметру входного приёма весьма пластичным видом почерка сулс-и губар написан фрагмент из Корана [2: 255].Буквы белые на темно-синем фоне. Эта надпись по стилю исполнения и удивительной пластике букв является образцом искусства монументальной каллиграфии Средней/ Центральной Азии. Часть надписи была восстановлена во время ремонта 2005 года. Однако с точки зрения цветовой гаммы и особенно стиля письма восстановленная часть довольно грубых очертаний и весьма далека от оригинала.
Над входным проемом в квадратном картуше почерком куфи геометрических сочетаний написан фрагмент из Корана [112]. Фон надписи бирюзового цвета, буквы — темно-синего. Эту надпись тоже следует оценивать, как одно из самых высших достижений в искусстве монументальной каллиграфии.

## Исторический срез
Сведения о семье Амира Темура и его ранних женах весьма скудны. Темуру в период возведения мавзолея было около 25 лет, он не был еще главой государства, повелителем народов, а всего лишь вождём феодальной группировки, заключавшей союзы то с ханом Моголистана, то с эмиром Хусейном, но тем не менее он пользовался уже значительным влиянием. Возможность возведения мавзолея над могилой рано умершей молодой жены от его имени не исключена.

## Информация из письменных источников, преданья
Предания связывают эту постройку с именем одной из жён Темура — Кутлуг-ака.
Мавзолей украшен с большой щедростью и мастерством. Портал и внутреннее убранство выполнены из резной поливной терракоты настолько близкой декору соседнего мавзолея Ходжи Ахмада, что исследователи не исключают здесь работу одного и того ж е мастера. По сообщению Абу-Тахира-Ходжи, это мавзолей над прахом одной из жён Темура — Кутлуг-ака. Неточности и ошибки, нередкие в труде Абу-Тахира-Ходжи, заставляют отнестись с осторожностью и к этому сообщению. Однако данных, которые противоречили бы ему, посвятительная надпись не содержит. Здание построено для погребения какой-то то знатной женщины, принадлежавшей к кругу высшей знати своего времени или царского двора. После постройки мавзолея (1360/1361 гг.), по свидетельству Абу Тахир Ходжи, «скромные и целомудренные жены и сестры Амира Темура выразили свою волю быть похороненными у порога этого места, охраняемого ангелами, и возвели здесь здания такие, что лазурные небеса открыли любующийся взор на лицо времени — они не видели столь украшенных и нарядных зданий. Бирюзовый небесный купол открыл очи — Луну и Солнце; он не любовался такого цвета эмалевыми изразцами».